# Andrés Aráiz
Andrés Aráiz Martínez (Zaragoza, 30 de noviembre de 1901- ?, 1982) fue un musicólogo y compositor español.
Aparece referenciado ya en la prensa de 1933 como responsable musical de una zarzuela que llevó por nombre La cortesana. Fundó y dirigió una orquesta de cámara en Zaragoza y fue director del Conservatorio de Música de la ciudad, además de profesor de estética e historia de la música en esta institución. Publicó numerosos estudios sobre investigación musical y folclore, como Historia de la música religiosa en España (1942), «con la intención de rendir homenaje a los músicos religiosos españoles de todas las épocas», y un estudio histórico y crítico sobre la jota. También fue autor de piezas como Rapsodia Somontana o la suite El valle de las sombras.